# Wortzins
Der Wortzins oder Wohrt-Zins, auch Wurth-Zins oder Wortpfennig sowie lateinisch Census Arearum genannt, war ein jährlich an den Fiskus zu entrichtender Zins. Das mitunter auch als Rutscher-Zins bezeichnete Entgelt musste in zahlreichen Orten Deutschlands, insbesondere in den Ländern von Braunschweig-Lüneburg, von den Besitzern von Häusern und Gütern beziehungsweise für den betroffenen Grund und Boden an den Staat abgeführt werden.